# Winnigstedt
Winnigstedt település Németországban, azon belül Alsó-Szászország tartományban. Lakosainak száma 700 fő (2023. december 31.). Winnigstedt Roklum és Uehrde községekkel határos.

## Népesség
A település népességének változása:
| Lakosok száma | 733  | 706  | 690  | 686  | 703  | 719  | 700  |
|               | 2015 | 2016 | 2017 | 2019 | 2021 | 2022 | 2023 |